# Кореновский район
Корено́вский район — административно-территориальная единица и муниципальное образование (муниципальный район) в составе Краснодарского края России. 
Административный центр — город Кореновск.

## География
Кореновский район расположен в географическом центре края. Площадь территории — 1426 км². Климат района — умеренно континентальный.

## История
Кореновский район был образован 2 июня 1924 года в составе Кубанского округа Юго-Восточной области. В его состав вошла часть территории упраздненного Краснодарского отдела Кубано-Черноморской области.
Первоначально район включал в себя 19 сельских советов: Анапский, Бабиче-Кореновский, Бабиче-Черниговский, Бейсугский, Бейсужекский, Березанский, Братковский, Бузиновский, Бураковский, Выселковский, Дядьковский, Журавский, Иногороднее-Малеванный, Казаче-Малеванный, Нижний, Новосуворовский, Пластуновский, Платнировский, Раздольненский.
С 16 ноября 1924 года район в составе Северо-Кавказского края, с 10 января 1934 года — в составе Азово-Черноморского края.
28 декабря 1934 года из состава района выделились Выселковский и Пластуновский районы.
С 13 сентября 1937 года Кореновский район в составе Краснодарского края.
12 февраля 1943 года Красная Армия освободила район от немецко-фашистских захватчиков.
При создании в СССР промышленных и сельских районов, 11 февраля 1963 года Кореновский район был упразднён, а его территория вошла в состав Усть-Лабинского района Краснодарского края.
3 марта 1964 года Кореновский район был восстановлен в прежних границах.
В 1993 году была прекращена деятельность сельских Советов, а территории сельских администраций были преобразованы в сельские округа.
В 2005 году в муниципальном районе были образованы 10 муниципальных образований: 1 городское и 9 сельских поселений.

## Население
| 1939    | 1959    | 1970    | 1979    | 1989    | 2002    | 2006    | 2010    | 2011    |
| ------- | ------- | ------- | ------- | ------- | ------- | ------- | ------- | ------- |
| 50 171  | ↗62 668 | ↗77 083 | ↗78 597 | ↘77 131 | ↗85 259 | ↗85 262 | ↗85 264 | ↘85 230 |
| 2012    | 2013    | 2014    | 2015    | 2016    | 2017    | 2018    | 2019    | 2020    |
| ↗85 305 | ↗85 546 | ↗85 882 | ↗86 631 | ↗86 739 | ↘86 480 | ↘86 305 | ↘86 262 | ↗86 429 |
| 2021    | 2023    | 2025    |         |         |         |         |         |         |
| ↘84 551 | ↘83 363 | ↘82 494 |         |         |         |         |         |         |

Численность населения в 2007 году — 85,7 тысяч жителей. Население района на 01.01.2006 года составляло 85 262 человек. Из них 48,2 % — городские жители и 51,8 % — сельские жители. Среди всего населения мужчины составляют — 46,3 %, женщины — 53,7 %. Женского населения фертильного возраста — 22079 человек (48,2 % от общей численности женщин). Дети от 0 до 17 лет — 17248 (20,2 % всего населения), взрослых — 68014 человек (79,8 %). В общей численности населения 50626 (59,4 %) — лица трудоспособного возраста, 23,4 % — пенсионеры.
По последней переписи населения, в Кореновском районе проживает 86,2 тысяч жителей (2021).
Национальный состав
По итогам переписи населения 2020 года проживали следующие национальности (национальности менее 0,1 % и другое см. в сноске к строке «Другие»):
| Национальность | Численность, чел. | Доля     |
| -------------- | ----------------- | -------- |
| Русские        | 78 199            | 92,49 %  |
| Армяне         | 1375              | 1,63 %   |
| Курды          | 1216              | 1,44 %   |
| Украинцы       | 332               | 0,39 %   |
| Корейцы        | 243               | 0,29 %   |
| Татары         | 143               | 0,17 %   |
| Азербайджанцы  | 112               | 0,13 %   |
| Другие         | 2931              | 3,46 %   |
| Итого          | 84 551            | 100,00 % |

## Административно-муниципальное устройство
В рамках административно-территориального устройства края, Кореновский район включает 1 город районного подчинения и 9 сельских округов.
В рамках организации местного самоуправления в Кореновский район входят 10 муниципальных образований нижнего уровня, в том числе 1 городское и 9 сельских поселений:
| №  | Муниципальное образование          | Площадь (км²) | Население (чел.) | Количество населённых пунктов | Административный центр   |
| -- | ---------------------------------- | ------------- | ---------------- | ----------------------------- | ------------------------ |
| 1  | Кореновское городское поселение    | 251,44        | ↘43 205          | 5                             | город Кореновск          |
| 2  | Братковское сельское поселение     | 115,57        | ↘2360            | 2                             | село Братковское         |
| 3  | Бураковское сельское поселение     | 60,97         | ↘1868            | 1                             | хутор Бураковский        |
| 4  | Дядьковское сельское поселение     | 166,58        | ↘4137            | 2                             | станица Дядьковская      |
| 5  | Журавское сельское поселение       | 119,51        | ↘3058            | 2                             | станица Журавская        |
| 6  | Новоберезанское сельское поселение | 226,46        | ↘5834            | 8                             | посёлок Новоберезанский  |
| 7  | Платнировское сельское поселение   | 199,41        | ↘13 387          | 3                             | станица Платнировская    |
| 8  | Пролетарское сельское поселение    | 96,40         | ↘2443            | 2                             | хутор Бабиче-Кореновский |
| 9  | Раздольненское сельское поселение  | 81,61         | ↘3346            | 2                             | станица Раздольная       |
| 10 | Сергиевское сельское поселение     | 107,97        | ↘3725            | 3                             | станица Сергиевская      |

## Населённые пункты
В Кореновском районе 30 населённых пунктов:
| №  | Населённый пункт   | Тип     | Население | Муниципальное образование          |
| -- | ------------------ | ------- | --------- | ---------------------------------- |
| 1  | Кореновск          | город   | ↘40 944   | Кореновское городское поселение    |
| 2  | Анапский           | хутор   | ↘648      | Новоберезанское сельское поселение |
| 3  | Бабиче-Кореновский | хутор   | ↗1242     | Пролетарское сельское поселение    |
| 4  | Братковское        | село    | ↗1371     | Братковское сельское поселение     |
| 5  | Братский           | посёлок | ↘339      | Новоберезанское сельское поселение |
| 6  | Бураковский        | хутор   | ↘1868     | Бураковское сельское поселение     |
| 7  | Верхний            | хутор   | ↘403      | Раздольненское сельское поселение  |
| 8  | Дядьковская        | станица | ↘4179     | Дядьковское сельское поселение     |
| 9  | Журавская          | станица | ↗2751     | Журавское сельское поселение       |
| 10 | Журавский          | хутор   | ↗1264     | Братковское сельское поселение     |
| 11 | Казаче-Малёваный   | хутор   | ↘623      | Журавское сельское поселение       |
| 12 | Казачий            | хутор   | ↗1161     | Платнировское сельское поселение   |
| 13 | Комсомольский      | посёлок | ↘1869     | Новоберезанское сельское поселение |
| 14 | Левченко           | хутор   | ↘162      | Платнировское сельское поселение   |
| 15 | Малёванный         | хутор   | ↘130      | Кореновское городское поселение    |
| 16 | Мирный             | посёлок | ↘551      | Кореновское городское поселение    |
| 17 | Нижний             | хутор   | ↘732      | Сергиевское сельское поселение     |
| 18 | Новоберезанский    | посёлок | ↘2532     | Новоберезанское сельское поселение |
| 19 | Песчаный           | посёлок | ↘154      | Новоберезанское сельское поселение |
| 20 | Платнировская      | станица | ↗12 193   | Платнировское сельское поселение   |
| 21 | Привольный         | посёлок | ↘370      | Новоберезанское сельское поселение |
| 22 | Пролетарский       | посёлок | ↘265      | Новоберезанское сельское поселение |
| 23 | Пролетарский       | хутор   | ↘1537     | Пролетарское сельское поселение    |
| 24 | Раздольная         | станица | ↘3025     | Раздольненское сельское поселение  |
| 25 | Раздольный         | посёлок | ↘329      | Новоберезанское сельское поселение |
| 26 | Свободный          | хутор   | ↘418      | Кореновское городское поселение    |
| 27 | Северный           | хутор   | ↘8        | Дядьковское сельское поселение     |
| 28 | Сергиевская        | станица | ↗2959     | Сергиевское сельское поселение     |
| 29 | Тыщенко            | хутор   | ↘5        | Сергиевское сельское поселение     |
| 30 | Южный              | посёлок | ↘720      | Кореновское городское поселение    |

## Экономика
Район является преимущественно аграрным. Крупные предприятия пищевой промышленности: молочно-консервный комбинат (ЗАО «Кореновск МКК»), сахарный завод (АО «Кореновсксахар»).

## Транспорт
Через Кореновский район проходит железная дорога «Краснодар I—Кореновск—Тихорецкая» и федеральная автострада «Дон».

## Социальная сфера
В районе действует 23 общеобразовательные школы, профессиональное училище, филиал Кубанского государственного университета(закрыт в 2013г).
Библиотечная сеть района включает 25 библиотек. Действуют 28 клубов и домов культур, Кореновская и Платнировская детские школы искусств, народный историко-краеведческий музей, киновидеозрелищное учреждение, Кореновский парк культуры и отдыха.
На территории района расположены три стадиона, 26 спортивных залов и плавательный бассейн.
В районе действуют 4 больницы, 34 амбулатории и фельдшерских пункта.

## Достопримечательности
В районе расположено 13 памятников архитектуры. Среди них Свято-Успенский женский монастырь, Свято-Троицкий храм в Платнировской.

### Карты
- [web.archive.org/web/20040905084850/mapl37.narod.ru/map1/il37091.html Топографическая карта. L-37-91 — 1 : 100 000]